# De Kampioenen trappen door
De Kampioenen trappen door is het 108ste album van de stripreeks F.C. De Kampioenen, de strip is getekend door Hec Leemans. Het werd uitgebracht op 7 juli 2020 door Standaard Uitgeverij.